# Ahre
Die Ahre im Rothaargebirge ist der etwa 5,4 km lange, rechte und südwestliche Quellbach der Nuhne im Hochsauerlandkreis in Nordrhein-Westfalen.

## Verlauf
Die Ahre entspringt im Naturpark Sauerland-Rothaargebirge etwa 3,8 km südwestlich des Winterberger Stadtteils Züschen. Ihre Quelle liegt etwa 220 m westlich des Gipfels der Ziegenhelle (815,9 m) auf rund 740 m ü. NHN.
Der Bach fließt zunächst in Richtung Nordnordwesten, ehe er sich nach zirka 1 km Fließstrecke nach Nordosten wendet. In der zum Dorf Züschen gehörenden Ortslage Kranbuche mündet die etwa von Nordwesten heran fließende Berkmecke ein. Kurz darauf bildet die Ahre in Züschen zusammen mit dem Bach Sonneborn auf etwa 463 m Höhe den Eder-Zufluss Nuhne.

## Natur und Umwelt
Der Bachlauf der Ahre führt ab der Quelle bis zur Ortslage Kranbuche durch das 35,7 ha große und 2008 im Landschaftsplan Winterberg ausgewiesene Naturschutzgebiet (NSG) „Ahretalsystem“. Nach der Ortslage Kranbuche liegt der Bachlauf bis zur Ortslage Züschen in einem Landschaftsschutzgebiet vom Typ C (Wiesentäler und bedeutsames Extensivgrünland). Hier sind unter anderem Bebauungen, Aufforstungen und Veränderungen der Bodenstruktur verboten.
Das Ahretalsystem stellt mit seinen Quellbächen ein hervorragendes Beispiel für besonders strukturreiche Mittelgebirgs-Bachtäler dar, teilweise mit großflächig extensiv genutztem Grünland in der Bachaue. In Hangbereichen des Naturschutzgebietes herrschen Magerweiden vom Typ der artenreichen Rotschwingelweide, in Bachnähe wertvolles Feucht- und Nassgrünland vor. Viele der Wiesen im NSG werden extensiv mit Rindern nach Vorgaben des Kultur-Landschafts-Pflege-Programms des Hochsauerlandkreises beweidet. Die Bäche im Naturschutzgebiet mäandrieren weitgehend naturnah. An den Auenkanten, teilweise auch bachbegleitend gibt es vielfach Ufer- und Kleingehölze sowie alte Einzelbäume und Gebüschriegel. An den Oberläufen der Bäche fallen mehrere kleine, altholzreiche Buchen-Fichtenbestände in Bachnähe auf. Im Bereich der Junkern Ahre und der Schweinsjohanns Ahre befinden sich größere jüngere Fichtenbestände in den Auen, die zur Herstellung der ursprünglichen, durchgehenden Grünlandnutzung der Bachauen, laut Landschaftsplan, entfernt werden sollen.
Floristisch hervorzuheben ist das Massenvorkommen der Perücken-Flockenblume auf ausgedehntem Magergrünland an der Großen Ahre. Mit mehreren Tausend Individuen stellt dieses Vorkommen eines der bedeutendsten in Nordrhein-Westfalen dar. Das Talsystem der Ahre bildet ein äußerst vielfältiges und artenreiches Vegetationsmosaik aus Feuchtgrünland und Magerweiden mit zahlreichen gefährdeten Tier- und Pflanzenarten.  Der hochgradig schutzwürdige Biotopkomplex montaner Prägung ist daher, zusammen mit dem nahegelegenen Walsbach-, Berkmecke-, Brembach- und Haumecketal, von herausragender Bedeutung für Nordrhein-Westfalen.